# Alda Rangoni

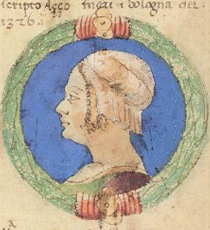
Alda Rangoni.

Stemma dei Rangoni.

Alda Rangoni (... – Ferrara, 1325) è stata una nobile italiana.

## Biografia
Era figlia di Tobia Rangoni, podestà di Reggio Emilia e di Caracosa di Ugolino Meli Lupi. Il matrimonio fu reso possibile quandolo zio Lanfranco Rangoni, di parte guelfa, nel 1288 venne inviato con altri due ambasciatori, Guido Guidoni e il vescovo Filippo Boschetti, a Ferrara a chiedere ad Obizzo II d'Este, signore della città, di accettare la signoria di Modena, lacerata dalle lotte tra guelfi e ghibellini. Il matrimonio tra il secondogenito di Obizzo Aldobrandino II d'Este si celebrò per dispensa di papa Niccolò IV, che vide nel matrimonio un segno di riappacificazione tra i contendenti. La pace durò sino al 1293, anno in cui Obizzo morì.

## Discendenza
Sposò nel 1289 Aldobrandino II d'Este, dal 1308 signore di Ferrara dal quale ebbe quattro figli:
- Alisa, nel 1325 sposò Rinaldo Bonacolsi, signore di Mantova;
- Nicolò (?-1344), sposò Beatrice Gonzaga (?-1335), figlia di Guido Gonzaga, signore di Mantova;
- Obizzo (1294-1352), suo successore e Signore di Ferrara;
- Rinaldo (?-1335), condottiero.